# Ghiles Benchaâbane
Ghiles Benchaâbane (en arabe : غيلاس بن شعبان) est un footballeur algérien né le 13 septembre 1989 à Tizi Ouzou. Il évoluait au poste d'avant centre.

## Biographie
Il évolue en première division algérienne avec les clubs de l'USM Alger, de l'USM Annaba et de l'ASM Oran. Il dispute 31 match en inscrivant deux buts.

## Palmarès
| MO Béjaïa - Championnat d'Algérie D2 : - 3e : 2012-13. |  | ASM Oran - Championnat d'Algérie D2 : - 3e : 2013-14. |